# Яубіді

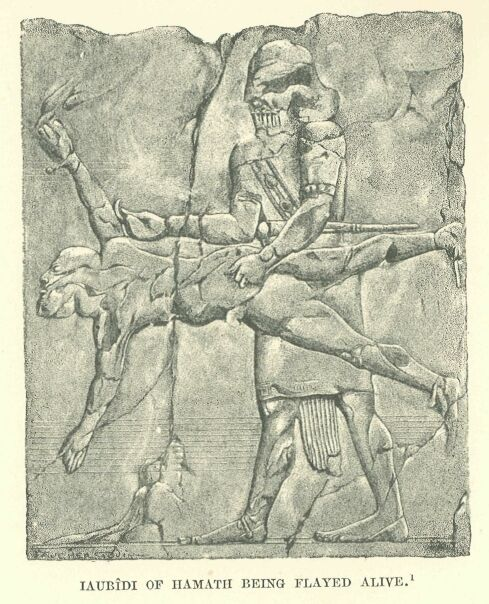
Страта Яубіді

Яубіді (Ілубіді) (д/н — бл. 720 до н. е.) — останній цар Хамату в 732—720 роках до н. е.

## Життєпис
Походження є дискусійним, оскільки Яубіді є ассирійським варіантом написанням імені цього царя. Власне арамейське ім'я невідоме. Втім відповідно до тодішньої практики міг належати до правлячої Арамейської династії. Разом з тим цьому суперечить твердження ассирійських хронік, які називають Яубіді хеттом і заколотником. З огляду на це низка дослідників вважають його поза Арамейської династії. Втім ассирійців могли називати хеттами усіх царів, що раніше входили до Хеттської держави. 
Після повалення близько 732 року до н. е. царя Ені'лу був поставлений на трон ассирійським царем Тіглатпаласаром III.
З самого початку спрямував зусилля на визволення з-під ассирійського гноблення. Для цього уклав союз з Осією, царем Ізраїлю, філістимлянами та Єгиптом. Проте швидкі дії 722 року до н. е. ассирійського царя Шаррукіна II змусило Яубіді швидко підкоритися, сплатити данину. ассирійці знищили Ізраїльське царство.
Втім вже у 720 році до н. е. Яубіді очолив загальне повстання проти Ассирії. До нього доєдналися ізраїльтяни, арамеї з Дамаску, царства Біт-Аґуші і Сіміра. Також підтримку обіцяв фараон Осоркон IV. Втім швидкі дії асирійського війська змусило Яубіді не чекати військ останнього. У так званій Другій битві при Каркарі союзні війська зазнали нищівної поразки. Невдовзі було захоплено столицю Хамату, самого Яубіді схоплено та страчено (з нього заживо здерли шкіру). Значна частина населення була знищено або переселено до Самарії чи Вавилонії. Тоді ж зруйновано основні міста царства та Дамаск, що зберігав вірність Хамату. Колишнє царство стало ассирійською провінцією.